# Atsuko Tanaka
Atsuko Tanaka (田中 敦子 Tanaka Atsuko?, née Atsuko Satō, Maebashi, Prefectura de Gunma, 14 de noviembre de 1962-20 de agosto de 2024) fue una actriz de voz japonesa, afiliada a Mausu Promotion.
Fue conocida por su interpretación de Motoko Kusanagi en la película y franquicia Ghost in the Shell, también prestó su voz a Konan en Naruto, Caster en Fate/stay night, Lisa Lisa en JoJo's Bizarre Adventure, Claudette en Queen's Blade, Francis Midford en Black Butler, Karura en Utawarerumono, Bayonetta en la serie Bayonetta, Hanami en Jujutsu Kaisen, Slan en Berserk, Silene en Devilman Crybaby, Flamme en Frieren, y Kyrie Ushiromiya en Umineko no Naku Koro ni.

## Biografía
Asistió a la Academia de Locución de Tokio, donde estudió entrenamiento de voz en 1991. En 2012, una encuesta de Biglobe la nombró la "Actriz de Voz con la Voz más Sexy".
Tanaka estaba casada y tenía un hijo, Hikaru, que también se convirtió en actor de doblaje, También tenía una hermana. La relación familiar de Hikaru y Atsuko era desconocida hasta el día en que este anunció el fallecimiento de su madre dando a conocer la relación. Tanaka consideraba a Kikuko Inoue su mejor amiga.

## Fallecimiento
El 20 de agosto de 2024, Tanaka murió después de luchar contra una enfermedad no revelada durante más de un año. Su muerte fue anunciada por su hijo Hikaru.

## Filmografía

### Anime
1983
- Capitán Tsubasa como Matsumoto Kaori

1988
- Go! Anpanman como Madame Nun

1993
- Victory Gundam como Juca Meilasch

1994
- Blue Seed como la Madre Kanbayashi
- Mahōjin Guru Guru como Bikein

1995
- Fushigi Yūgi como Soi
- Virtua Fighter como Eva Durix

1996
- Detective Conan como Akiko Kinoshita
- YAT Anshin! Uchū Ryokō como Ann Marigold/Ana Maritela Marinera

1997
- Speed Racer X como Gou Hibiki (joven)

1998
- Cowboy Bebop como Coffee
- Mahō no Stage Fancy Lala como Yumi Haneishi
- Outlaw star como Valeria
- Super Doll Licca Chan como Puru
- Trigun como Claire

1999
- Alexander Senki como Cassandra
- Great Teacher Onizuka como la madre de Nanako
- Himiko-den como Fujina
- Karakurizōshi Ayatsuri Sakon como Futaba Akidzuki

2000
- Gravitation como Kaoruko

2002
- Ghost in the Shell: Stand Alone Complex como Motoko Kusanagi
- Heat Guy J como Alisa Ryan
- Pokémon: Generación Avanzada como Lucy/Azami
- RahXephon como Sayoko Nanamori
- Weiß Kreuz Glühen como Tsujii-sensei

2003
- Battle Programmer Shirase como Kotoe Amano
- Dear Boys como Kyōko Himuro
- Maburaho como Maika Kazetsubaki
- The Galaxy Railways como Katarina
- Wolf's Rain como Lady Jagara

2004
- Agatha Christie no Meitantei Poirot to Marple como Miss Lemon
- Black Jack como la Reina Negra (Konomi Kuwata)
- Kannazuki no Miko como Ame no Murakumo
- Monster como Margot Langer/Halenka Novakova

2005
- Black Cat como Echidna Parass
- Noein como Miyuki Gotō

2006
- Ergo Proxy como Lacan
- Fate/stay night como Caster
- Shijō Saikyō no Deshi Ken'ichi como Freya (Tercer Puño)
- Shōnen Onmyōji como Takaokami no Kami
- Sōkō no Strain como Medlock
- Super Robot Wars OG Divine Wars como Viletta Badim
- Tokyo Style como Maiko Kaji
- Utawarerumono como Karurauatsuurei (Karura)

2007
- Devil May Cry: The Animated Series como Trish
- Kyōshirō to Towa no Sora como Mika Ayanokōji
- Master Mosquiton 99 como Wolf Lady

2008
- Akaneiro ni Somaru Saka como la madre de Minato Nagase
- Amatsuki como Inugami
- Golgo 13 como Eva Krugman
- Jigoku Shōjo Mitsuganae como Sakura Inuo
- Noramimi como Torimi
- Persona Trinity Soul como Michiyo Kayano
- Shigofumi: Stories of Last Letter como Naoko Tateishi
- Special A como Sumire Karino

2009
- Ningen Shikkaku como Madam
- Naruto: Shippuden como Konan
- Nyan Koi! como Nyamsus
- Princess Lover! como Josephine
- Queen's Blade como Claudette
- Tegami Bachi como Bonnie
- To Aru Kagaku no Railgun como Harumi Kiyama
- Umineko no Naku Koro ni como Kyrie Ushiromiya y Kasumi Sumadera
- Valkyria Chronicles como Eleanor Varrot

2010
- Ikki Tōsen: XX como Moukaku
- Kami nomi zo Shiru Sekai como Yuri Nikaidō
- Pokémon: Negro y Blanco como Lenora/Aroe

2011
- Blade como Tara Brooks
- Gintama' como Fumiko
- Hellsing Ultimate como Girlycard

2012
- Campione! como Lucrezia Zora
- JoJo's Bizarre Adventure como Lisa Lisa
- Kokoro Connect como Reika Nagase
- Lupin III: La mujer llamada Mina Fujiko como Cicciolina
- Tari Tari como Naoko Takakura

2013
- Doki Doki! PreCure como Marmo

2014
- Parasyte - Kiseijuu: Sei no Kakuritsu como Reiko Tamura

2015
- Arslan Senki como la Reina Tahamine
- Detective Conan como la niña misteriosa
- God Eater como Tsubaki Amamiya

2016
- 3-Nen D-Gumi Glass no Kamen como Chigusa Tsukikage
- Arslan Senki: Fūjin Ranbu como la Reina Tahamine
- Berserk como Slan
- Super Lovers como Haruko D. (Daniella) Dieckmann

2017
- ACCA: 13-ku Kansatsu-ka como Mauve
- Super Lovers 2 como Haruko D. (Daniella) Dieckmann

2018
- A.I.C.O.: Incarnation como Akiko Kanbaya
- Devilman: Crybaby como Sirene

2020
- Ghost in the Shell Sac 2045 (Motoko Kusanagi)
- Jujutsu Kaisen como Hanami

### OVAs
1993
- Black Jack como Abumaru

1994
- My Sexual Harassment como Yumi Miyakawa

1995
- Princess Minerva como Yurisis Cheloria

1996
- Fushigi Yūgi como Soi y Takiko Okuda
- Mahō Tsukai Tai! como Saki Sawanoguchi
- Variable Geo como Miranda Jahana

1997
- Agent Aika como Neena Hagen

1999
- Mazinkaiser OVAS como Aira

2002
- Yukikaze como Marnie

2003
- Ikki Tōsen como Moukaku

2005
- Super Robot Wars Original Generation: The Animation como Viletta Badim

2006
- Ghost in the Shell: Stand Alone Complex Solid State Society como Motoko Kusanagi

2009
- Kawa no Hikari como Blue
- Utawarerumono como Karurauatsuurei (Karura)

2011
- Carnival Phantasm como Caster y Neco Arc Destiny

2018
- Queen's Blade: Unlimited como Claudette Vance

### Películas
1995
- Ghost in the Shell como Motoko Kusanagi
- Macross 7: Ginga ga Ore wo Yondeiru! como Margarita

2000
- Alexander Senki como Cassandra

2002
- WXIII: Patlabor 3 como Saeko

2004
- Ghost in the Shell 2: Innocence como Motoko Kusanagi

2010
- Fate/Stay Night Unlimited Blade Works como Caster

2011
- Fullmetal Alchemist: la estrella sagrada de Milos como la Sra. Crichton
- Tekken: Blood Vengeance como Nina Williams

2012
- Doraemon: En busca del escarabajo dorado como la Profesora Kelly

2013
- Bayonetta: Bloody Fate como Bayonetta

2017
- Kuroshitsuji Movie: Book of the Atlantic como Frances Midford

### CD Drama
- Utawarerumono como Karurauatsuurei (Karura)

### Videojuegos
- Assassin's Creed: Revelations como Sofia Sartor
- Azur Lane como HMS Hood y KMS Tirpitz
- Y la luna también como Veronica
- Bayonetta 2 como Bayonetta
- Berserk Milenium Falcon como Slan
- Black Rose Suspects como Norma Martell
- Bloody Roar 4 como Janne "Shina" Gado
- Call of Duty: Modern Warfare 3 como la Sra. Davis
- Capcom Fighting Evolution como Chun-Li
- Devil May Cry 5 como Trish
- Dirge of Cerberus: Final Fantasy VII como Rosso la carmesí
- Dissidia: Final Fantasy como Ultimecia
- Dissidia 012: Final Fantasy como Ultimecia
- Dragon Age II como Cassandra Pentaghast
- Dragon's Crown como Amazon
- Dragon Nest como Argenta
- Fate/stay night: Reálta Nua como Caster
- Fate/unlimited codes como Caster
- Fate Grand Order como Jing Ke,Carmilla, Caster
- Final Fantasy Crystal Chronicles: The Crystal Bearers como Amidatelion
- Final Fantasy Type-0 como Arecia Al-Rashia
- Final Fantasy XIV: A Realm Reborn como Merlwyb Bloefhiswyn
- Fire Emblem: Awakening como Flavia
- Fullmetal Alchemist 3: The Girl Who Surpasses God como Venus Rosemaria
- Gods Eater Burst como Tsubaki Amamiya
- Guardian Tales como Rue
- JoJo's Bizarre Adventure: All Star Battle como Lisa Lisa
- Marvel vs Capcom 2: New Age of Heroes como Ruby Heart
- Marvel vs. Capcom 3: Fate of Two Worlds como Trish
- Naruto: Ultimate Ninja Storm 2 como Konan
- Naruto Shippuden: Ultimate Ninja Heroes 3 como Konan
- Naruto Shippūden: Ultimate Ninja Storm 3 como Konan
- Naruto Shippuden: Ultimate Ninja Storm Generations como Konan
- Nier como Kaine
- Philosoma como Michau
- Prince of Persia: El Alma del Guerrero como Kaileena
- Prince of Persia: Las dos coronas como Kaileena
- Queen's Blade: Spiral Chaos como Claudette
- Queen's Gate: Spiral Chaos como Claudette
- Ratchet & Clank como Ed(wina)
- Shadow Hearts Covenant como Saki Inugami
- Shikigami no Shiro III como Fumiko Odette Vanstein
- Shin Megami Tensei IV como Gaby
- Star Ocean: Second Evolution como Opera Vectra
- Street Fighter III: Third Strike - Fight for the Future como Chun-Li y Poison
- Street Fighter V como Poison
- Street Fighter X Tekken como Poison
- Tales of Innocence como Inanna y Mathias
- Tenchu 2: Birth of the Stealth Assassins como Lady Kagami
- The Last of Us como Tess
- The Last Remnant como Emma Honeywell
- The Legend of Zelda: Skyward Sword como Impa
- Tom Clancy's Splinter Cell como Anna "Grim" Grimsdóttír
- Tom Clancy's Splinter Cell: Chaos Theory como Anna "Grim" Grimsdóttír
- Tom Clancy's Splinter Cell: Conviction como Anna "Grim" Grimsdóttír
- Tom Clancy's Splinter Cell: Double Agent como Anna "Grim" Grimsdóttír
- Tom Clancy's Splinter Cell: Essentials como Anna "Grim" Grimsdóttír
- Tom Clancy's Splinter Cell: Pandora Tomorrow como Anna "Grim" Grimsdóttír
- Tomb Raider II como Lara Croft
- Tomb Raider III como Lara Croft
- Tomb Raider: The Last Revelation como Lara Croft
- Ultimate Marvel vs. Capcom 3 como Trish
- Utawarerumono como Karurauatsuurei (Karura)
- Ultra Street Fighter IV como Poison
- Valkyria Chronicles como Eleanor Varrot
- Valkyrie Profile: Toga wo Seou Mono como Natalia
- Valkyrie Profile 2: Silmeria como Hrist Valkyrie y Leone
- Virtue's Last Reward como Alice
- Wrestle Angels Survivor como Azumi Nakamori
- Genshin Impact como Rhinedottir

### Tokusatsu
2005
- Mahō Sentai Magiranger como Gorgon

2007
- Jūken Sentai Gekiranger como Michelle Peng

### Doblaje
- 24 como Audrey Raines
- Beast Machines como Botánica
- Beverly Hills, 90210 como Toni Marchette
- Dr. Dolittle 2 como Ava/Eva, la osa
- Friends como Phoebe Buffay
- Halo Legends: The Package como la Dra. Catherine Elizabeth Halsey
- Harvey Beaks como Miriam Beaks y Claire
- La Movida: Veronica Castro
- Los Simpson como Brooke Shields
- NCIS: Los Ángeles como Kensi Blye
- Rango como Angelique
- The Ant Bully como Hova
- The Crow: City of Angels como Sarah
- Toy Story 3 como Dolly
- Transformers Animated como Slipstream